# Ken Jones
Kenneth "Ken" Jones (Aberdare, 2 de janeiro de 1936 - 18 de janeiro de 2013) foi um futebolista galês que atuava como goleiro.

## Carreira
Ken Jones fez parte do elenco da Seleção Galesa de Futebol, na Copa do Mundo de 1958.